# ジャカルタ都市高速鉄道
ジャカルタ都市高速鉄道 (Jakarta Mass Rapid Transit, インドネシア語: Moda Raya Terpadu Jakarta (ジャカルタ統合質量車両)) は、インドネシアの首都ジャカルタに建設が進められている鉄道 (地下鉄)。南北線と東西線の2つの路線が計画されており、南北線のフェーズ1区間が2019年3月に開業している。

## 概要
ジャカルタ首都特別州政府が出資するジャカルタMRT社が運営する、インドネシア初の地下鉄である。
ジャカルタ首都圏の人口は2015年に2,200万人を超え、郊外の人口の伸びに伴い郊外からジャカルタ中心地域への交通量が増加している。一方でジャカルタ首都圏の交通は著しく道路交通に依存しており、深刻な交通渋滞とそれに伴う大気汚染が懸念されている。そこで都市高速鉄道システムの建設による旅客輸送力の増強によって交通渋滞や交通環境の改善が期待されている。
2013年10月10日に、2019年開業予定のプロジェクト、フェーズ1（Lebak Bulus to Hotel Indonesia（HI）Roundabout）の式典が開催された。2018年12月から2019年2月まで運用テストを行った後、2019年3月24日に開業式典が行われた。翌3月25日から通常運行を開始し、利用促進のため3月中は運賃無料となる。一方で4月から有料になるにもかかわらず、ジャカルタ首都特別州政府が投入する補助金の額が決まっていないため運賃が発表されないまま開業するなど、4月17日投票の大統領選挙を前にしたジョコ・ウィドド大統領の実績アピールのための見切り発車とも思える状況であった。結局、運賃は3月26日に発表された。
工事は、日本の円借款による事業であり、多くの日本企業が参画したが、MRT側の不合理な払い渋りがあり、各企業は軒並み赤字を計上することとなった。第一期工事は予定した時期に本体工事を終了させて開業することはできたが、第二期工事についてはリスクの高さから入札見送りを表明する企業もあり、開業時期などは予断を許さない状況となっている。

## 路線

### 南北線 M1
- 第1期区間：15.7km、13駅、2013年着工、2019年3月開業[8]
  - ブンダランHI駅～ルバックブルス（英語版）
  - 中央ジャカルタ市内の6駅は全て地下駅（1面2線）で、ホームにはフルスクリーンタイプのホームドアを設置。南ジャカルタ市内の7駅は全て高架駅（2面2線）で、ホームには可動式ホーム柵を設置。
  - 駅には時刻表の掲示はないが、ホームにはフルカラーLEDによる発車時刻も記載した発車標が取り付けられている。
  - 車庫はルバックブルス駅の南側に設けられている。
  - 駅名にネーミングライツを導入し、ドゥクアタス駅、スティアブディ駅、イストラ駅、スナヤン駅、ブロックM駅、ファトマワティ駅、ルバックブルス駅には企業名が付けられている。

- 第2期区間：11.5km、11駅[9]、2019年3月起工[10]、2029年開業予定

A区間 6.3km コタ駅 〜 ブンデラン HI駅
B区間 5.2km アンチョール・マリナ駅 ～ コタ駅（計画中）

### 東西線 M2
- 2030年開業計画

### 外環状線 M3
- 計画中

## 車両

### 概要

#### 導入の経緯
2015年3月3日に南北線向けの6両編成16本、計96両を住友商事と日本車輌製造が共同で受注した。この車両は日本の官民が連携しアジア向け輸出促進のために策定された都市鉄道システムの標準仕様STRASYAに準じた仕様で、インドネシア向けとしてはインドネシア鉄道公社Hitachi電車以来、約20年ぶりの日本製新造鉄道車両の輸出となる。

#### 詳細
一般的に1000系と呼ばれる電車で、2018年2月に最初の編成が落成し、2019年3月の開通・開業式典までにすべての車両が導入された。
編成は以下の通りである。
|          | ← ルバックブルスアンチョール・マリナ → |            |            |            |            |            |
| 車種     | Tc2                                    | M1         | M2         | M1'        | M2'        | Tc1        |
| 総定員   | 307                                    | 332        | 336        | 336        | 332        | 307        |
| 座席定員 | 48                                     | 54         | 51         | 51         | 54         | 48         |
| TS1編成  | K1 1 18 06                             | K1 1 18 05 | K1 1 18 04 | K1 1 18 03 | K1 1 18 02 | K1 1 18 01 |
| TS2編成  | K1 1 18 12                             | K1 1 18 11 | K1 1 18 10 | K1 1 18 09 | K1 1 18 08 | K1 1 18 07 |
| TS3編成  | K1 1 18 18                             | K1 1 18 17 | K1 1 18 16 | K1 1 18 15 | K1 1 18 14 | K1 1 18 13 |
| TS4編成  | K1 1 18 24                             | K1 1 18 23 | K1 1 18 22 | K1 1 18 21 | K1 1 18 20 | K1 1 18 19 |
| TS5編成  | K1 1 18 30                             | K1 1 18 29 | K1 1 18 28 | K1 1 18 27 | K1 1 18 26 | K1 1 18 25 |
| TS6編成  | K1 1 18 36                             | K1 1 18 35 | K1 1 18 34 | K1 1 18 33 | K1 1 18 32 | K1 1 18 31 |
| TS7編成  | K1 1 18 42                             | K1 1 18 41 | K1 1 18 40 | K1 1 18 39 | K1 1 18 38 | K1 1 18 37 |
| TS8編成  | K1 1 18 48                             | K1 1 18 47 | K1 1 18 46 | K1 1 18 45 | K1 1 18 44 | K1 1 18 43 |
| TS9編成  | K1 1 18 54                             | K1 1 18 53 | K1 1 18 52 | K1 1 18 51 | K1 1 18 50 | K1 1 18 49 |
| TS10編成 | K1 1 18 60                             | K1 1 18 59 | K1 1 18 58 | K1 1 18 57 | K1 1 18 56 | K1 1 18 55 |
| TS11編成 | K1 1 18 66                             | K1 1 18 65 | K1 1 18 64 | K1 1 18 63 | K1 1 18 62 | K1 1 18 61 |
| TS12編成 | K1 1 18 72                             | K1 1 18 71 | K1 1 18 70 | K1 1 18 69 | K1 1 18 68 | K1 1 18 67 |
| TS13編成 | K1 1 18 78                             | K1 1 18 77 | K1 1 18 76 | K1 1 18 75 | K1 1 18 74 | K1 1 18 73 |
| TS14編成 | K1 1 18 84                             | K1 1 18 83 | K1 1 18 82 | K1 1 18 81 | K1 1 18 80 | K1 1 18 79 |
| TS15編成 | K1 1 18 90                             | K1 1 18 89 | K1 1 18 88 | K1 1 18 87 | K1 1 18 86 | K1 1 18 85 |
| TS16編成 | K1 1 18 96                             | K1 1 18 95 | K1 1 18 94 | K1 1 18 93 | K1 1 18 92 | K1 1 18 91 |

それぞれの方向別で先頭車両は、毎日朝7:00 - 9:00と夕方17:00 - 19:00の間に限り女性専用車両となる。

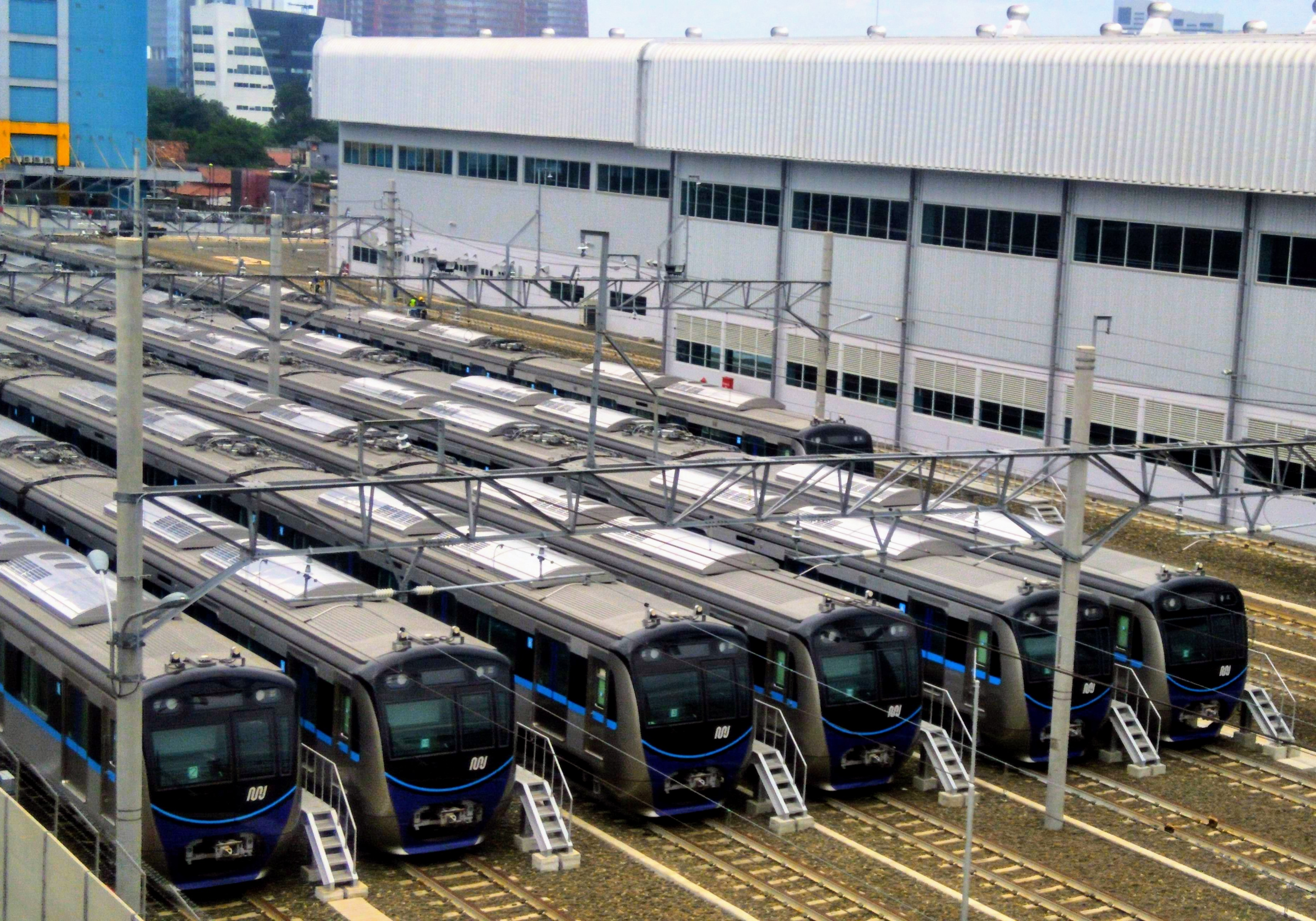
車両基地に勢ぞろいする車両
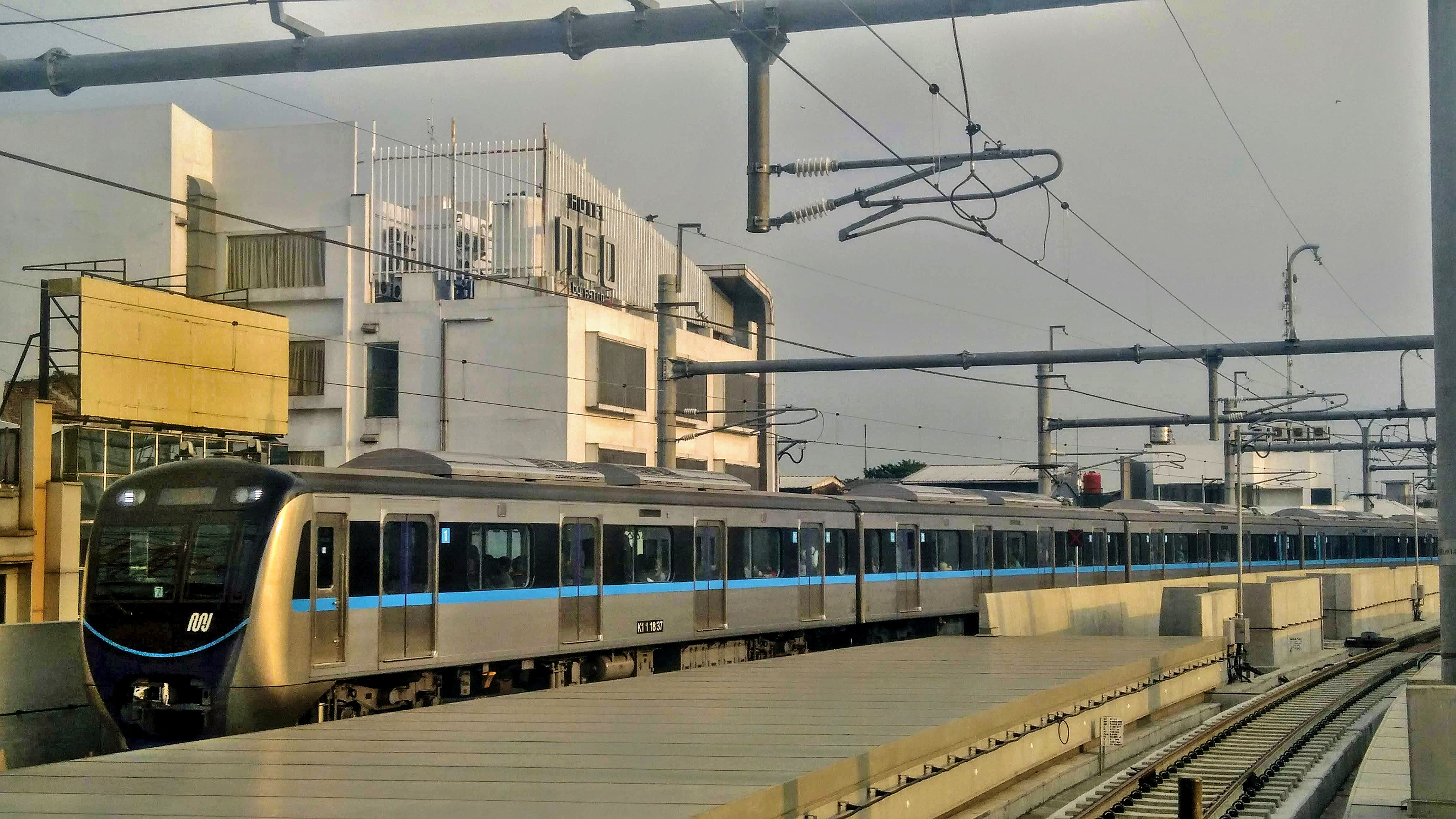
通常の塗装の車両
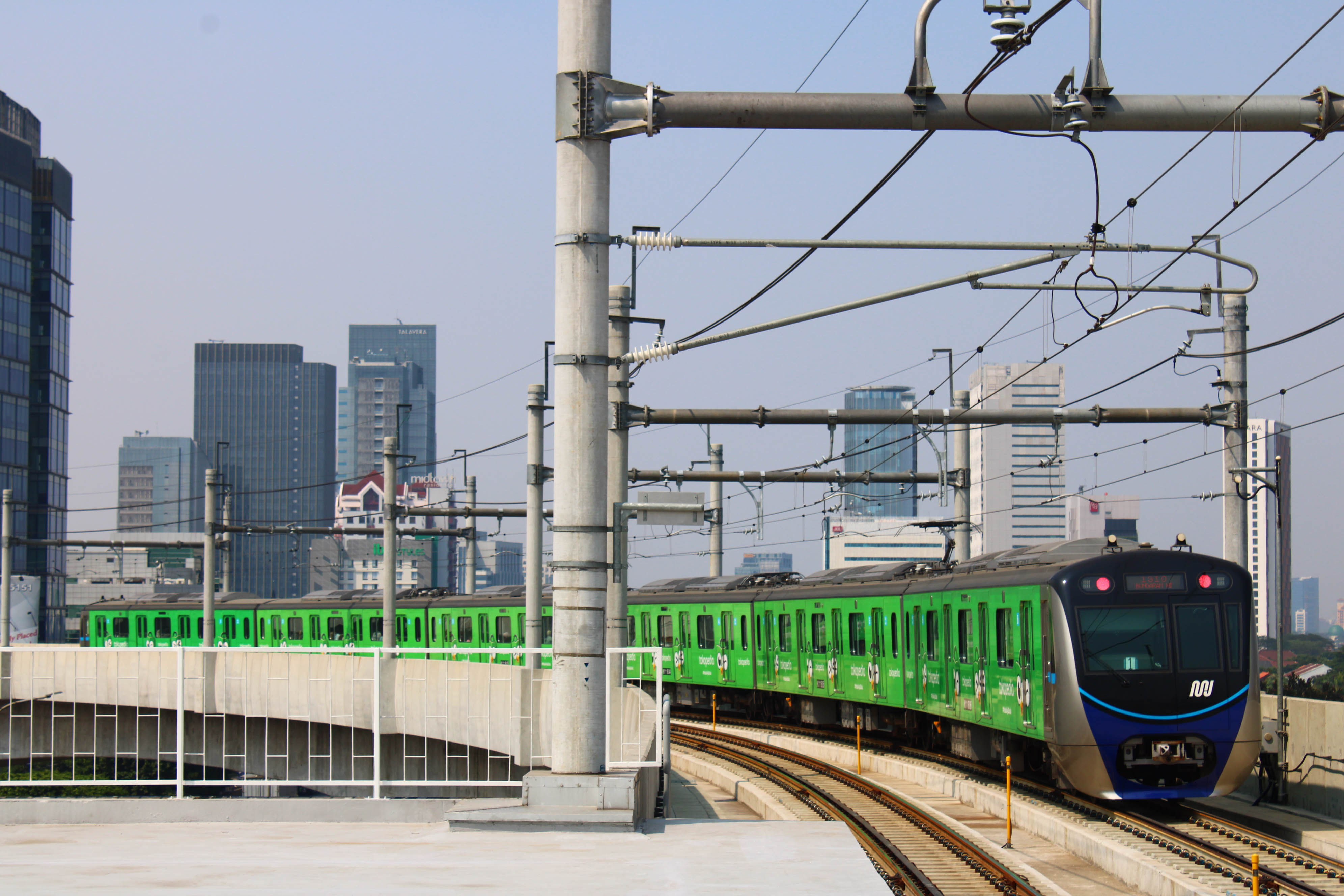
車体側面に広告が施された車両
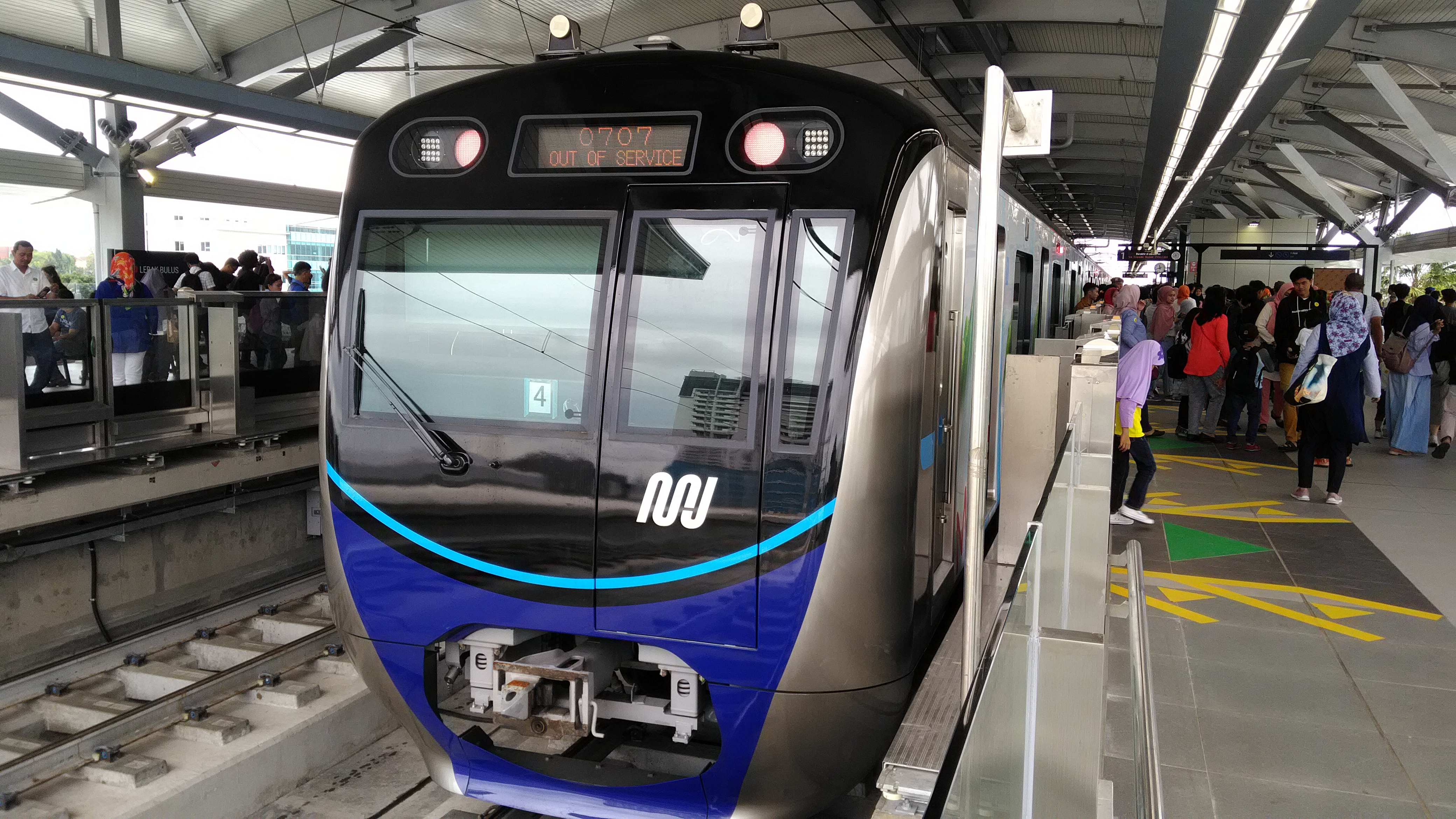
前面 方向表示器はLED 連結器は柴田式密着連結器
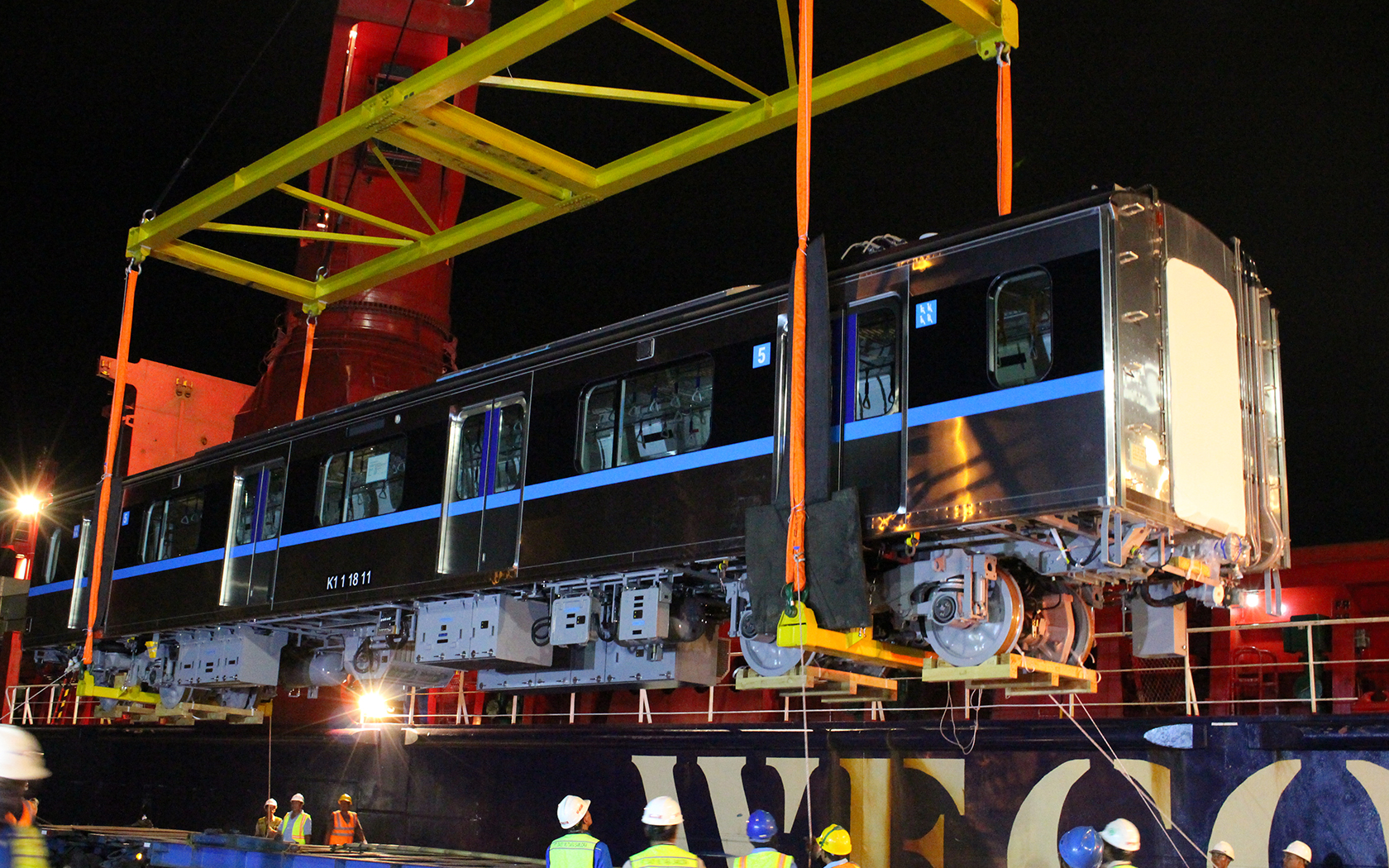
ジャカルタに陸揚げされる車両
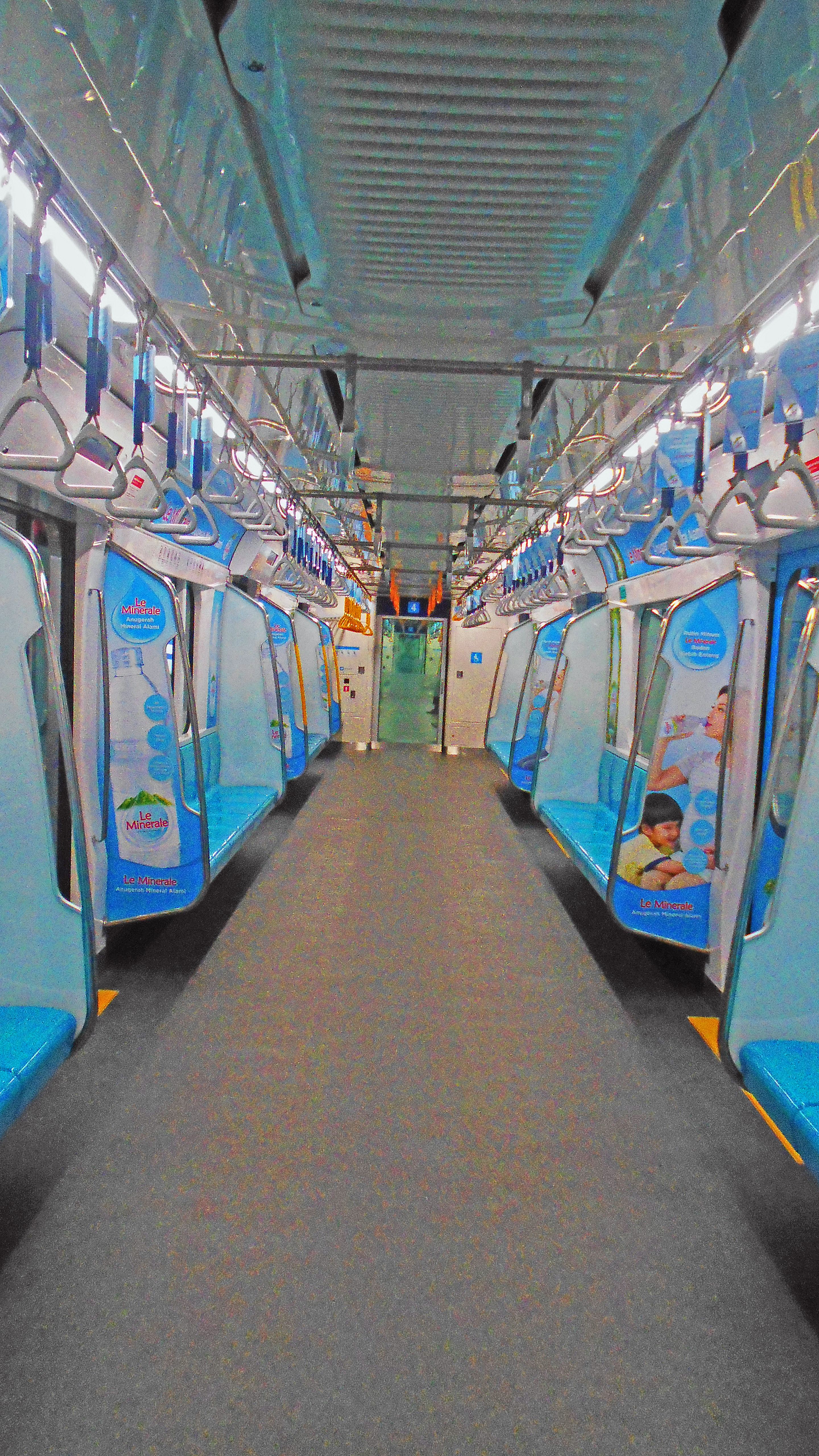
車内
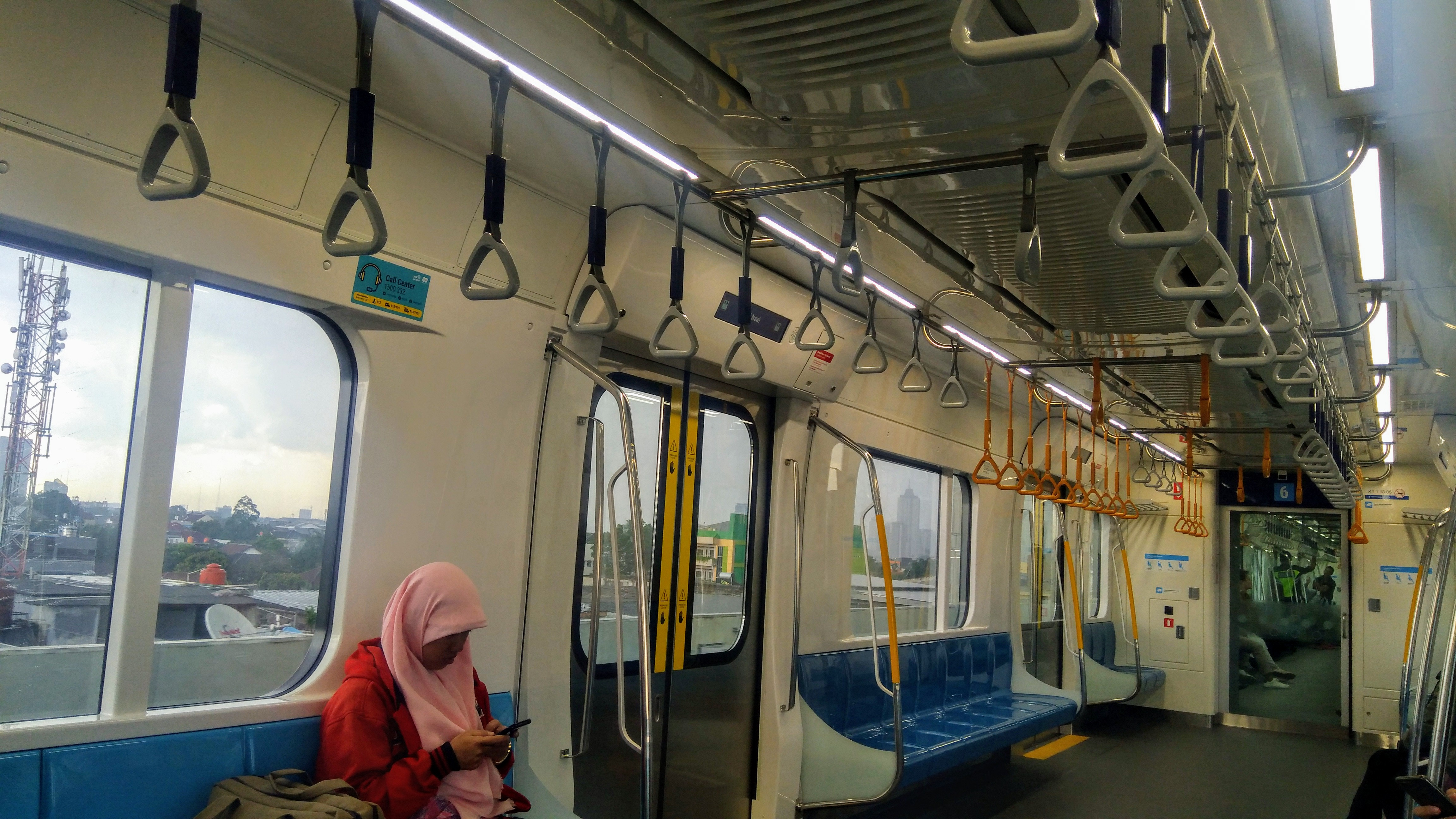
車内
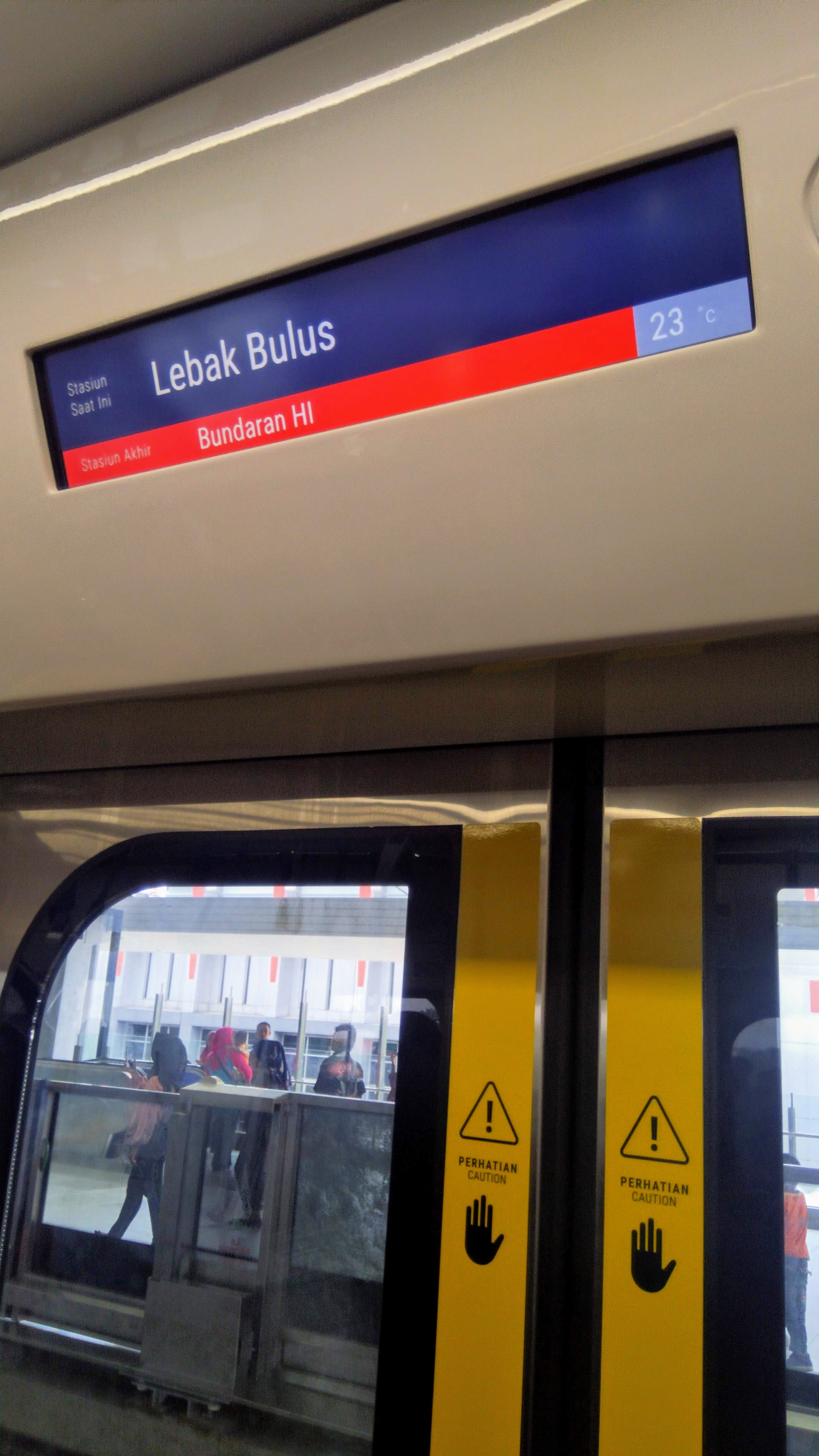
車内の各乗降扉上には情報案内のフルカラーLCDモニターが備わる
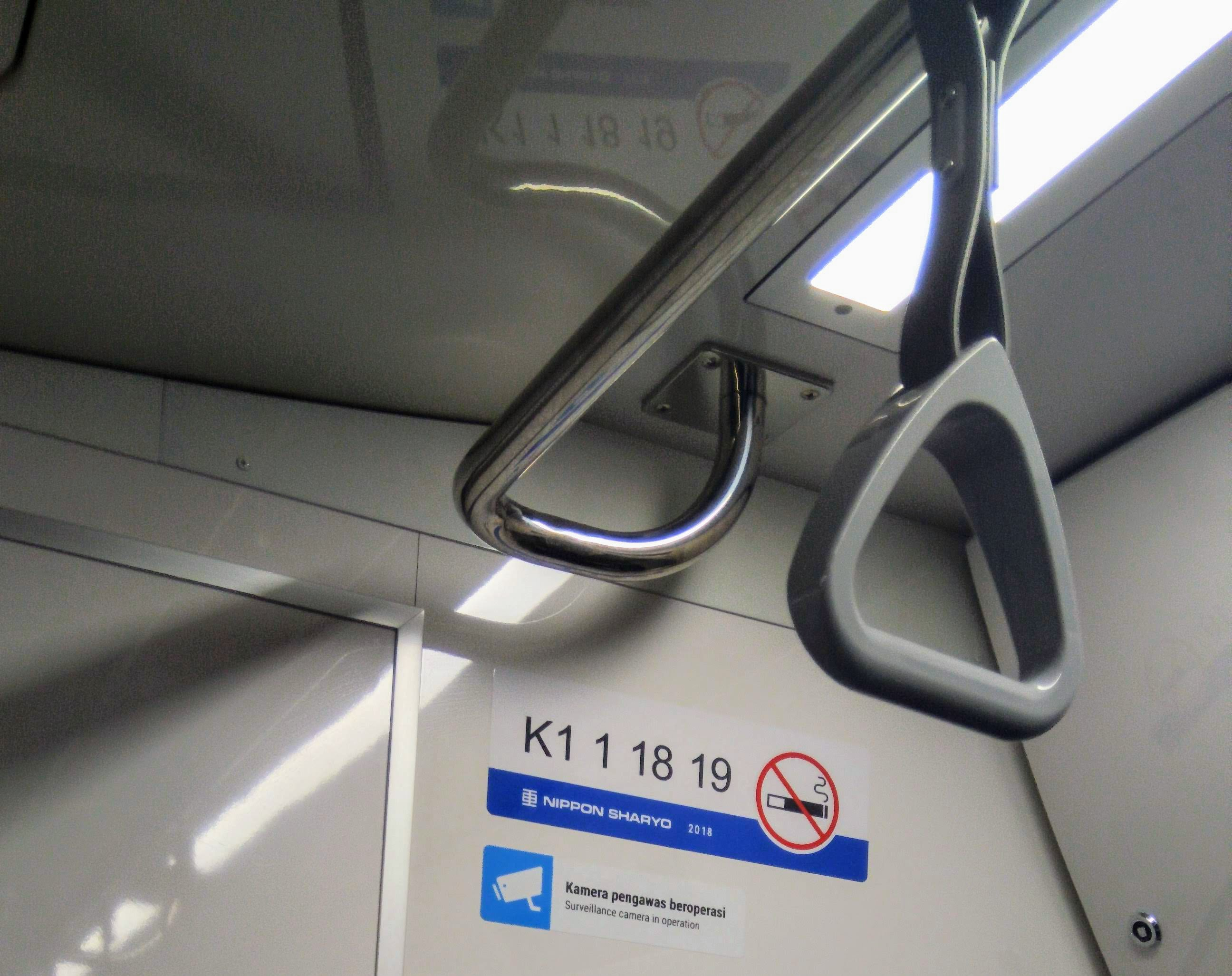
車端に張られている車両番号と吊り革

## 運賃

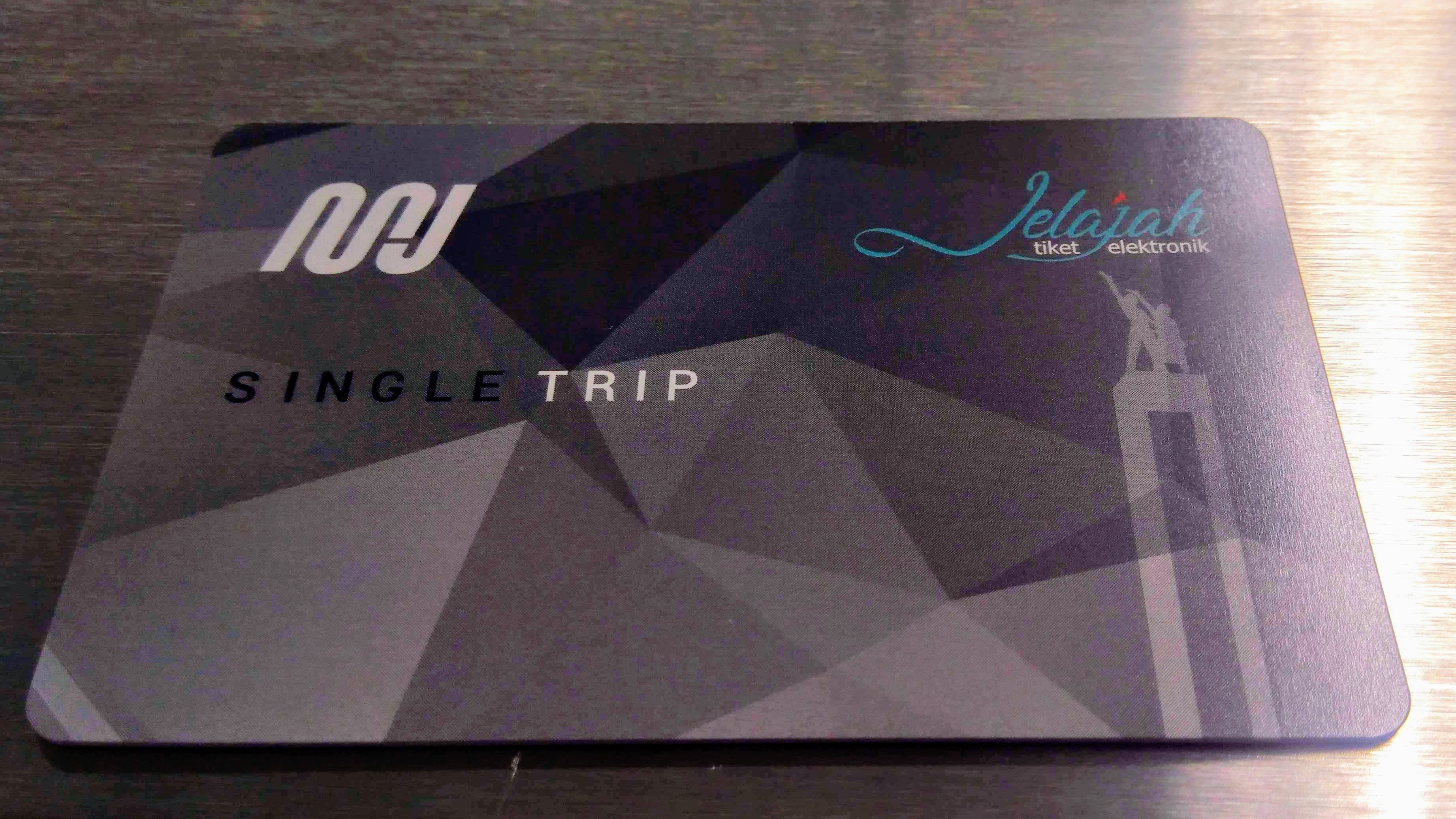
スマートカード

2019年3月の開業時は運賃無料であったが、4月からは初乗り4,000ルピア(日本円でおよそ32円)、最高で14,000ルピア(およそ113円)の運賃となる。
2019年10月末、スマートフォンのアプリでも乗車できるようになる。